# سلحفاة الشراع المقوس
سلحفاة الشراع المقوس هي نوع من السلاحف البرية التي تعيش في المناطق الجافة المكسوَّة بالغابات القمئية في جنوب أفريقيا. تعد سلحفاة الشراع المقوس النوع الوحيد المعروف في جنسها.

## الاسم والتصنيف
هيئة سلحفاة الشراع المقوس مميَّزة بدرجةٍ كبيرة، وهي مصنَّفة لذلك حالياً ضمن جنسٍ خاص بها بالاسم اللاتيني "Chersina". تختلف هذه السلحفاة كثيراً عن جميع أنواع السلاحف الأخرى، وأكثر أقاربها صلةً بها - حسب دراسات الوراثة العرقية - هي أنواع سلاحف الكيب، التي تعيش في أماكن قريبةً منها بجنوب أفريقيا.

## الوصف
سلحفاة الشراع المقوس هي سلحفاة صغيرة عادةً ما يتفاوت شكل صدفتها، كثيراً ما يمكن تمييزها بملاحظة «شراعها المقوس»، وهي عبارة عن نتوءاتٍ في صدفة السلحفاة من جهة طرف الصدفة تحت ذقنها. يستعمل الذكور الشراع المقوس لقتال بعضهم البعض للتحكم بالمنطقة أو الحصول على الإناث. لدى السلحفاة 5 مخالب في أرجلها الأمامية و4 مخالب في أرجلها الخلفية. تختلف أشكال هذه السلاحف بدرجةٍ كبيرة من منطقةٍ لأخرى، فالسلاحف التي تعيش على ساحل جنوب أفريقيا الغربيّ تميل بالعادة لأن تكون حمراء اللون، خصوصاً على الجانب السفلي من الصدفة (ومن هنا جاء اسمها الأفريقاني «رويبنز» أي «البطن الأحمر»)، كما أنه من الشائع أن تكون السلاحف القاطنة في عمق صحراء كارو قاتمة اللون، وتكون أحياناً سوداء اللون بالكامل. شرق موطنها، تكون السلاحف أصغر حجماً وألوانها أكثر فتوحة. إلا أنَّ هذه الاختلافات تتقلَّص بالتهجين، وبالنهاية يبقى لون جميع سلاحف الشراع المقوس بنياً عندما تصبح كبيرة السن.